# Bayonetta
Bayonetta (ベヨネッタ Beyonetta?) är ett actionspel i tredjepersonsperspektiv för Xbox 360 och Playstation 3, utvecklad av Platinum Games tillsammans med utgivaren Sega. Spelet släpptes i Japan i oktober 2009, för att senare släppas i Nordamerika, Australien och Europa i januari 2010. En utökad Wii U-version planeras släppas i en bundling med uppföljaren Bayonetta 2 i september 2014 i Japan och i oktober 2014 i Europa, Australien och Nordamerika.
[uppföljning saknas]
Bayonetta fokuserar på titelkaraktären, häxan Bayonetta, som med hjälp av skjutvapen och magi slåss mot horder av änglar. Spelskaparna designade figurerna med moderna stilar och mode i åtanke, och med väldigt uppumpad musik.

## Mottagande
Kritiker hyllade Bayonetta för sitt djupa stridssystem som ändå var lätt att lära sig, och för sitt snabba tempo, boss-strider och "Witch Time"-mekaniken som låter spelaren sakta ner tiden i spelet. Spelet hade sålts i 1,35 miljoner exemplar fram till den 31 mars 2010.